# امید پوپلزی
امید پوپلزی (زادهٔ ۲۵ ژانویهٔ ۱۹۹۶ کابل، افغانستان) بازیکن فوتبال اهل افغانستان است. که در پست هافبک برای تیم اولیمپیا گروژونز و تیم ملی فوتبال افغانستان بازی می کند.